# Georges Hébert
Georges Hébert, född 27 april 1875, död 2 augusti 1957, var en fransk marinofficer och gymnastisk författare.
Hébert grundade 1913 i Reims Le collège d'athlètes och 1919 i Paris La palæstra, collège gymnastiqque féminin et infantin. Hébert ivrade för enkelhet, naturlighet och ändamålsenlighet i den gymnastiska utbildningen samt lade stor vikt vid karaktärsdaningen och viljans stärkande. Rörelseförrådet hämtade han huvudsakligen från områden med naturenligt rörelsesätt som simningen, självförsvaret och folkleken. De franska gymnastikreglerna av 1928 präglades av hans idéer. Hébert har bland annat utgett Guide pratique d'éducation physique (1910, 3:e utgåvan 1920) och L'éducation physique.